# Preseka Ozaljska
Preseka Ozaljska is een plaats in de gemeente Kamanje in de Kroatische provincie Karlovac. De plaats telt 19 inwoners (2001).